# Johann Koutnik
Johann „Hans“ Koutnik (* 27. Dezember 1870 in Krainburg; † 11. September 1941 in Villach) war ein österreichischer Unternehmer und Besitzer der Brauerei „Villacher“.

## Leben
Der aus dem Herzogtum Krain (heute Slowenien) stammende Johann („Hans“) Koutnik trat 1888 als Lehrling in die Villacher Brauerei Fischer ein. Bereits 1894 erwarb er im Alter von nur 24 Jahren das Braumeisterdiplom und erhielt die Prokura. 1896 heiratete er die Brauereierbin Anna Fischer und übernahm 1901 schließlich die Eigentümerschaft. In den folgenden Jahren baute er sie zur größten Brauerei Villachs aus, wobei der ursprüngliche Gründername Fischer entfiel. Während des Ersten Weltkrieges erhielt er als Hauptmann des Gebirgsschützenregiments Nr. 1 das Ritterkreuz des Franz-Joseph-Ordens. Nach dem Krieg schloss er sich 1919 mit dem Grazer Brauereibesitzer Peter Reininghaus zusammen. Gemeinsam gründeten sie die Vereinigte Kärntner Brauereien AG (VKB). Koutnik erhielt die Hälfte der Anteile und wurde Verwaltungsratspräsident und Kommerzialrat. Mit der finanziellen Hilfe seines Kompagnons betrieb Koutnik den Ausbau und die Modernisierung der Villacher Brauerei. So elektrifizierte und automatisierte er das gesamte Sudverfahren, die Kühlung für Gär- und Lagerkeller sowie die spätere Abfüllung in Fässer und Flaschen.
Neben seiner Tätigkeit als Brauereibesitzer war Koutnik auch ein bedeutender Reorganisator und Modernisierer des Kärntner Feuerwehrwesens. 1903 wurde er Hauptmann der Villacher Feuerwehr und leitete in weiterer Folge mit dem ersten Einsatzfahrzeug die Motorisierung ein. 1930 wurde er Bezirksfeuerwehrkommandant und 1931 schließlich Landesfeuerwehrkommandant. In dieser Eigenschaft widmete er sich dem Aufbau einer Landesfeuerwehrschule und dem Erlass einer Feuerpolizeiordnung.
Darüber hinaus war Koutnik auch Präsident der Handels- und Gewerbekammer Kärnten, des Kärntner Automobil- und Touring-Clubs (KATC) sowie Beirat des Kärntner Industriellenverbandes.
Hans Koutnik war zudem auch Mitgründer der ersten beiden Rotary Clubs in Kärnten: 1928 war er ein Gründungsmitglied des Rotary Clubs Klagenfurt und 1932 betrieb er gemeinsam mit zwei Clubkollegen die Gründung des Rotary Clubs Villach, dessen erster Vizepräsident  er von 1932 bis 1935 war.
Nach der Errichtung des autoritären Ständestaates wurde Koutnik unter Bürgermeister Albin Dieringer im Februar 1935 Vizebürgermeister von Villach und behielt diese Position bis zur Abwahl Dieringers im Dezember 1937. Im Juni 1935 wurde ihm die Ehrenbürgerschaft verliehen.